# Crète byzantine
La Crète byzantine recouvre deux périodes de l'histoire de la Crète : de la fondation de l'Empire d'Orient vers le IVe siècle jusqu'à la fondation de l'émirat de Crète dans les années 820 puis de la reconquête de la Crète par les Byzantins en 961 jusqu'à sa prise par les républiques italiennes de Gênes et Venise en 1205.

## Histoire

### Première période
Sous l'Empire romain, la Crète appartient à la province de Crète et Cyrénaïque. Sous Dioclétien (284-305), elle est détachée pour devenir une province séparée et Constantin le Grand la subordonne au diocèse de Mésie, au sein de la préfecture du prétoire d'Illyricum. Cette situation dure jusqu'à la fin de l'antiquité tardive,. Des administrations insulaires comme le koinon de l'île, perdurent jusqu'à la fin du IVe siècle. Toutefois, ces institutions antiques finissent par disparaître face à l'ascension d'offices impériaux. 
Peu de sources évoquent l'île jusqu'à sa conquête par les Musulmans. C'est une province plutôt préservée des troubles extérieurs. Ses évêques sont absents du concile de Nicée I en 325, à la différence de ceux des îles de Rhodes et de Kos. A l'exception d'une attaque des Vandales en 457 et les séismes de 365, 415, 448 et 531, particulièrement destructeurs, l'île est prospère, comme en témoignent les nombreux bâtiments construits à cette époque,. Dans le Synèkdémos du VIe siècle, la capitale de l'île est Gortyne et 22 cités sont mentionnées. La population est estimée à 250 000 personnes, très majoritairement chrétiens,. 
Cette période de paix connaît un premier terme avec un raid des Slaves en 623, puis des raids des Arabes en 654 et dans les années 670, au cours de la première vague de l'expansion de l'islam, puis encore dans les premières décennies du VIIIe siècle, sous le calife al-Walid Ier (705-715). Par la suite, la paix se rétablit progressivement. L'île est alors dirigée par un archon directement nommé par Constantinople. Vers 732, l'empereur Léon III l'Isaurien transfère l'autorité religieuse sur l'île du pape vers le patriarche de Constantinople. Un stratège de Crète est attesté en 767 et le sceau d'un tourmaque a aussi été retrouvé à la même époque. De ce fait, il semble que l'île devienne un thème vers cette période. Toutefois, la plupart des historiens estiment que les preuves ne sont pas suffisantes.

### Conquête arabe et reconquête byzantine

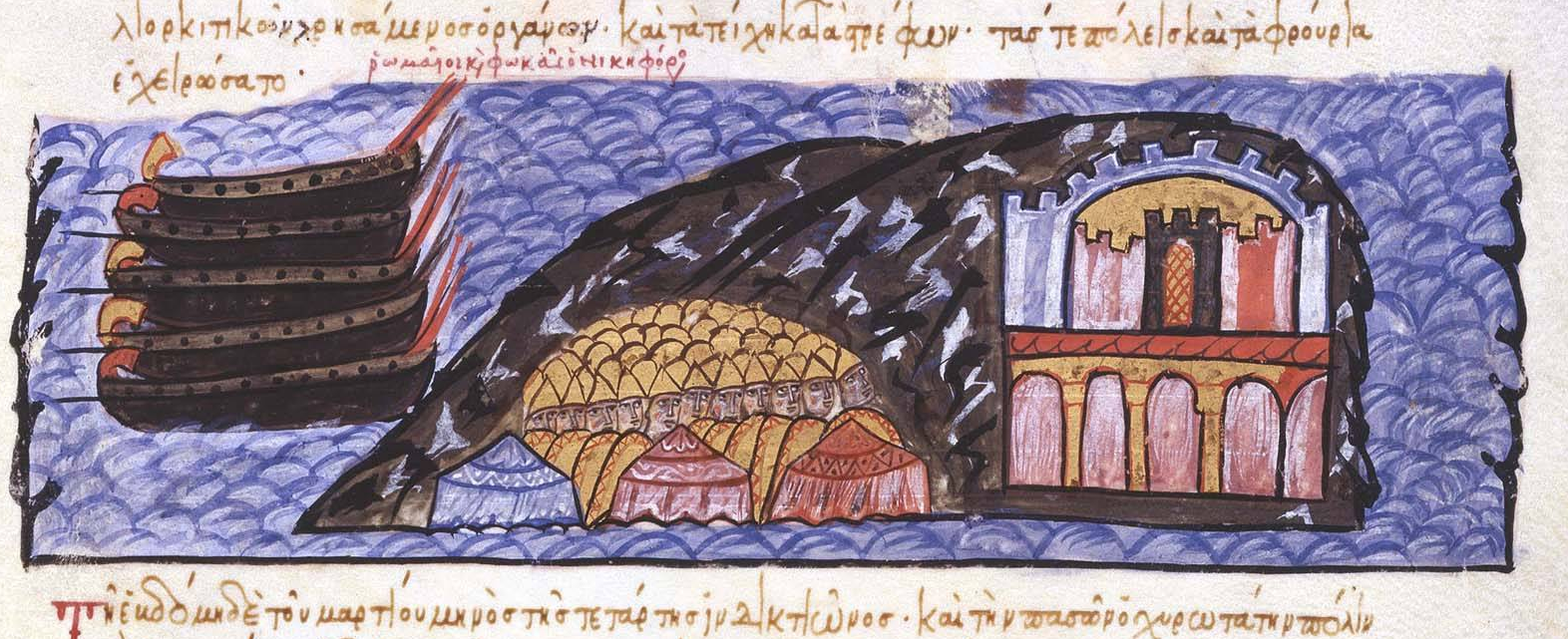
Le siège de Chandax par les Byzantins.

La domination byzantine sur l'île s'interrompt dans les années 820, quand un groupe d'exilés andalous débarquent en Crète et commencent sa conquête. Les Byzantins tentent de s'y opposer et semblent avoir nommé un stratège pour gouverner les zones de l'île sous leur contrôle. Toutefois, toutes ces tentatives échouent et un émirat de Crète s'installe autour de Charax, sur la côte nord. Pour les Byzantins, cette défaite est un revers d'ampleur qui exposent les îles de la mer Egée aux raids de pirates musulmans.
En 842/843, une tentative de reconquête est menée par Théoctiste le Logothète, avec un certain succès puisqu'un stratège de Crète est mentionné dans le Taktikon Uspensky de cette époque mais Théoctiste doit quitter l'île et les troupes byzantines sont rapidement défaites. D'autres tentatives en 911 et 940 échouent de façon désastreuse. Finalement, c'est l'intervention du général Nicéphore Phocas, à la tête d'une importante armada, qui permet de prendre d'assaut Charax et de restituer l'île aux Byzantins en 960/961.

### La deuxième période byzantine
Après la reconquête, la Crète est érigée en thème, avec un stratège basé à Chandax. Des efforts d'évangélisation sont menés, à l'instigation de Jean Xenos et de Nikon le Métanoéite. Un régiment de 1 000 hommes est chargé de défendre l'île, sous le commandement d'un taxiarque.
Sous Alexis Ier Comnène (1081-1118), l'île est dirigée par un doux ou un catépan. Au début du XIIe siècle, avec l'Hellade et le Péloponnèse, elle est placée sous l'autorité du mégaduc, l'amiral en chef de la marine byzantine. En-dehors d'une éphémère révolte de son gouverneur Karykès vers 1091-1093, l'île est plutôt pacifique et ne souffre d'aucune invasion jusqu'à la quatrième croisade en 1204. Elle est d'abord conférée par Alexis IV Ange à Boniface de Montferrat sous la forme d'une fiscalité. Toutefois, le chef croisé ne parvient pas à contrôler l'île et en vend les droits à la république de Venise. Dans l'intervalle, c'est la république de Gênes qui s'en empare et les Vénitiens doivent lutter jusqu'en 1212 pour s'en assurer le contrôle, sous la forme du duché de Candie.

## Gouverneurs
Selon la Notitia Dignitatum et le Synekdémos, la Crète est dirigée par un consularis appartenant au rang sénatorial des clarissimus. Cette situation concerne la période allant du IVe siècle au VIe siècle. Seules quatre provinces ont un rang équivalent ou supérieur au sein de la préfecture du prétoire d'Illyrie. En 539, un proconsul est attesté comme gouverneur, avec le rang de spectabilis, ce qui pourrait indiquer une promotion du rang de la province.
Le statut de la province après les conquêtes musulmanes reste incertain. L'administration provinciale de l'Empire se structure autour des thèmes mais il n'est pas certain que la Crète en devienne un. Elle pourrait appartenir au thème de l'Hellas ou du Péloponnèse. À partir de la première moitié du VIIIe siècle, elle est dirigée par des archontes, connus au travers de sceaux qui ne peuvent être précisément datés. A la différence des thèmes, dirigés par des stratèges, les prérogatives militaires des archontes sont limitées, ce qui indiquerait que la province de Crète est de rang moindre et expliquerait donc son incapacité à résister à l'incursion d'envahisseurs musulmans.
La Crète n'est incluse dans aucune liste de thèmes, qu'elle soit byzantine ou arabe. Dans le Taktikon de 842-843, il est fait référence à un patrice et stratège de Crète et à un archonte de Crète, ce qui pourrait indiquer que l'île vient d'être élevée au rang de thème. Il pourrait s'agir d'une réponse à l'invasion arabe. Selon Théophane continué, l'empereur Michel II (820-829) nommé Photeinos à la tête de la Crète, peut-être vers 828. Il est probablement le premier stratège de l'île même si son autorité est contestée de fait par l'envahisseur musulman. À la suite de l'échec de l'expédition de 843, le thème de Crète disparaît.

## Sources
- (el) Theocharis Detorakis, Ιστορία της Κρήτης [Histoire de la Crète], Athènes,‎ 1986 (OCLC 715204595)
- (en) Alexander Kazhdan (dir.), Oxford Dictionary of Byzantium, New York et Oxford, Oxford University Press, 1991, 1re éd., 3 tom. (ISBN 978-0-19-504652-6 et 0-19-504652-8, LCCN 90023208)
- (en) Christos Makrypoulias, « Byzantine Expeditions against the Emirate of Crete c. 825–949 », Graeco-Arabica, vol. 7-8,‎ 2000, p. 347-362
- (en) Dimitris Tsougarakis, Byzantine Crete: From the 5th Century to the Venetian Conquest, Athènes, Historical Publications St. D. Basilopoulos, 1988